# Perito dell'industria navalmeccanica
Il perito dell'industria navalmeccanica è una figura professionale specializzata nelle discipline tecniche e pratiche connesse all'industria meccanica e navale.
Il percorso di studi, sviluppato nell'ambito dell'ordinamento scolastico italiano vigente sino alla riforma scolastica Gelmini con le successive equipollenze, si articolava in un biennio comune e un triennio di specializzazione. Il corso di studi è confluito nell'Istituto tecnico tecnologico a indirizzo Meccanica, meccatronica ed energia.

## Profilo professionale
Il corso di Perito industriale dell'industria navalmeccanica fornisce nozioni per esercitare tutte le funzioni che il "Regolamento per l'esecuzione del Codice della navigazione" consente al Costruttore navale. Il perito, nei cantieri di costruzioni navale, secondo le indicazioni ricevute dai dirigenti, provvede alla esecuzione dei disegni, ai dimensionamenti dei particolari, degli scafi, delle sovrastrutture e degli impianti di bordo delle navi di qualsiasi dimensione. Attende alla programmazione del lavoro, sovraintende ai vari reparti per la costruzione, l'allestimento e le riparazioni.

## Materie

### III anno
Religione o attività alternative; Lingua e lettere italiane; Storia; Complementi di lingua straniera; Matematica; Chimica e laboratorio; Costruzioni navali, disegno e studi di fabbricazioni; Meccanica; Tecnologie navalmeccaniche e laboratorio; Esercitazioni nei reparti di lavorazione; Educazione fisica.

### IV anno
Religione o attività alternative; Lingua e lettere italiane; Storia; Matematica; Teoria della nave; Costruzioni navali, disegno e studi di fabbricazioni; Macchine a fluido; Elettrotecnica; Tecnologie navalmeccaniche e laboratorio; Esercitazioni nei reparti di lavorazione; Educazione fisica.

### V anno
Religione o attività alternative; Lingua e lettere italiane; Storia; Teoria della nave; Costruzioni navali, disegno e studi di fabbricazioni; Tecnologie navalmeccaniche e laboratorio; Elementi di economia e diritto; Esercitazioni nei reparti di lavorazione; Educazione fisica.